# Hypericum scruglii
Hypericum scruglii är en johannesörtsväxtart som beskrevs av Bacch., Brullo och Salmeri. Hypericum scruglii ingår i släktet johannesörter, och familjen johannesörtsväxter. Inga underarter finns listade i Catalogue of Life.